# Seguros Bolívar Open Cali 2012
Il Seguros Bolívar Open Cali 2012 è stato un torneo professionistico di tennis maschile giocato sulla terra rossa. È stata la 5ª edizione del torneo, facente parte dell'ATP Challenger Tour nell'ambito dell'ATP Challenger Tour 2012. Si è giocato a Cali in Colombia dal 10 al 16 settembre 2012.

## Partecipanti

### Teste di serie
| Nazionalità | Giocatore             | Ranking* | Testa di serie |
| ----------- | --------------------- | -------- | -------------- |
| Colombia    | Santiago Giraldo      | 46       | 1              |
| Colombia    | Alejandro Falla       | 51       | 2              |
| Spagna      | Rubén Ramírez Hidalgo | 94       | 3              |
| Stati Uniti | Wayne Odesnik         | 136      | 4              |
| Brasile     | Thiago Alves          | 138      | 5              |
| Argentina   | Martín Alund          | 140      | 6              |
| Argentina   | Guido Pella           | 152      | 7              |
| Brasile     | João Souza            | 155      | 8              |

- 1 Ranking al 27 agosto 2012.

### Altri partecipanti
Giocatori che hanno ricevuto una wild card:
- Facundo Bagnis
- Nicolás Barrientos
- Santiago Giraldo
- Felipe Mantilla

Giocatori che sono passati dalle qualificazioni:
- Fabiano de Paula
- Juan Sebastián Gómez
- Kevin Kim
- Sebastian Serrano

## Campioni

### Singolare
- João Souza ha battuto in finale  Thiago Alves con il punteggio di 6–2, 6–4

### Doppio
- Juan Sebastián Cabal /  Robert Farah hanno battuto in finale  Marcelo Demoliner /  João Souza con il punteggio di 6–3, 7–6(4)